# Vladni
Vladni (en serbe cyrillique: Владни; en albanais : Vllanë) est un village de l'est du Monténégro, dans la municipalité de Podgorica.

## Démographie

### Évolution historique de la population[1]
| 1948 | 1953 | 1961 | 1971 | 1981 | 1991 | 2003 |
| ---- | ---- | ---- | ---- | ---- | ---- | ---- |
| 245  | 208  | 289  | 348  | 441  | 397  | 442  |